# Воложка (нижняя протока Волги)
Воложка — протока в русле Волги в Балаковском районе Саратовской области.

## География
Воложка отделяет основное русло Волги от островов, находящихся ближе к левому берегу реки. В Воложку впадает протока Грязнуха, в которую стекают озёра в пойме Волги по левому берегу.

## Данные водного реестра
По данным государственного водного реестра России, относится к Нижневолжскому бассейновому округу, водохозяйственный участок реки — Волга от Саратовского гидроузла до Волгоградского гидроузла, без рек Большой Иргиз, Большой Караман, Терешка, Еруслан, Торгун. Речной бассейн реки — Волга от верхнего Куйбышевского водохранилища до впадения в Каспий.
Код объекта в государственном водном реестре — 11010002212112100010176.